# HD 94669
HD 94669，又名BD+42 2162，SAO 43535、HR 4264，是一颗恒星，视星等为6.03，位于銀經173.09，銀緯62.21，其B1900.0坐标为赤經10h 50m 32.2s，赤緯+42° 62.21′ 39″。